# Termez
Termez, alternativ stavning Termiz, är en stad i provinsen Surxondaryo i sydligaste Uzbekistan nära gränsen mot Afghanistan. Staden fick sitt namn från grekerna som kom med Alexander den store. Termez kan härledas från de grekiska orden för hett eller het plats (thermo eller thermos) och staden är den varmaste staden i Uzbekistan. Termez hade 2005 en befolkning på 104 404 och är huvudstad i provinsen Surxondaryo. Stadens mest kända person är Al-Tirmidhi som föddes i förorten Bugh och ligger begraven 60 kilometer norr om Termez.

## Historia
Området kring Termez har bebotts sedan urminnes tider och staden var befolkad redan under den grekisk-baktriska tiden på 200-talet f.Kr. till 100-talet f.Kr.. Staden var ett centrum för buddhism under Kushanerna (100-talet f.Kr. till 000-talet f.Kr.). När araberna kom under 600-talet till 700-talet blev staden istället ett centrum för Islam.
Staden blomstrade länge men förstördes under slutet av 1600-talet. År 1897 annekterades området av Ryssland och blev en modern stad med fort och garnison. Termez var en viktig knutpunkt under Sovjetunionens invasion av Afghanistan mellan 1979 och 1989. Idag används flygbasen i Termez som bas för tyska och nederländska styrkor som deltar i ISAF i Afghanistan.

## Klimat
|                                            | Jan  | Feb  | Mar  | Apr  | Maj  | Jun  | Jul  | Aug  | Sep  | Okt  | Nov  | Dec  |
| ------------------------------------------ | ---- | ---- | ---- | ---- | ---- | ---- | ---- | ---- | ---- | ---- | ---- | ---- |
| Normaldygnets maximitemperaturs medelvärde | 9,8  | 12,2 | 18,1 | 26,4 | 32,3 | 37,8 | 39,6 | 37,7 | 32,7 | 25,8 | 18,7 | 12,4 |
| Normaldygnets minimitemperaturs medelvärde | −0,9 | 0,7  | 5,9  | 12,4 | 16,4 | 19,5 | 20,9 | 18,6 | 13,4 | 8,4  | 4,3  | 1,1  |
|                                            |      |      |      |      |      |      |      |      |      |      |      |      |
| Nederbörd                                  | 24   | 19   | 42   | 24   | 9    | 1    | 0    | 0    | 1    | 4    | 10   | 16   |

| Diagram | temperaturer i °C • månadsnederbörd i mm • Källa: | temperaturer i °C • månadsnederbörd i mm • Källa: | temperaturer i °C • månadsnederbörd i mm • Källa: | temperaturer i °C • månadsnederbörd i mm • Källa: | temperaturer i °C • månadsnederbörd i mm • Källa: | temperaturer i °C • månadsnederbörd i mm • Källa: | temperaturer i °C • månadsnederbörd i mm • Källa: | temperaturer i °C • månadsnederbörd i mm • Källa: | temperaturer i °C • månadsnederbörd i mm • Källa: | temperaturer i °C • månadsnederbörd i mm • Källa: | temperaturer i °C • månadsnederbörd i mm • Källa: | temperaturer i °C • månadsnederbörd i mm • Källa: |
|         | 24 10 -1                                          | 19 12 1                                           | 42 18 6                                           | 24 26 12                                          | 9 32 16                                           | 1 38 20                                           | 0 40 21                                           | 0 38 19                                           | 1 33 13                                           | 4 26 8                                            | 10 19 4                                           | 16 12 1                                           |

## Världsarvsstatus
Sedan 18 januari 2008 är "forntida" Termez uppsatt på Uzbekistans tentativa världsarvslista.